# Yoel Finol
Yoel Segundo Finol, född den 21 september 1996 i Mérida, är en venezuelansk boxare.
Han tog OS-brons i flugvikt i samband med de olympiska boxningstävlingarna 2016 i Rio de Janeiro..